# Generalni vikar
Generalni vikar (lat. vicarius generalis) je službenik Katoličke Crkve, izravan i prvi suradnik dijecezanskog biskupa u pastoralnom upravljanju biskupijom. Član je biskupske kurije.

## Početci
Generalni vikar služba je koja svoje korijene ima u 13. stoljeću i IV. lateranskom saboru kada se željelo umanjiti utjecaj arhiđakona i biskupima je dana ovlast da sami sebi biraju osobe za pomoćnike. 

## Služba
Generalni vikar jest osoba čija je vlast redovita. Mora biti postavljen u svakoj biskupiji i on trajno pomaže biskupu u pastoralnom upravljanju biskupijom. Ovisno o veličini biskupije generalnih vikara može biti i više ali u načelu biva samo jedan. Član je biskupske kurije koju čine: generalni vikar, biskupski vikari, kancelar, bilježnici, sudski vikar, suci i ekonomsko vijeće.
Generalnog vikara u službu osim dijecezanskog biskupa može postaviti dijecezanski upravitelj, može biti imenovan na određeno ili neodređeno vrijeme, ali u slučajevima odsutnosti može biti imenovan i njegov zamjenik. 
Da bi netko bio generalni vikar mora biti svećenik, ne mlađi od 30 godina, doktor ili magistar kanonskog prava ili bogoslovlja ili barem stručan u tim područjima. 
Vlast generalnog vikara je zamjenička i izvršna. Međutim, podređena je vlasti dijecezanskog biskupa koji je odgovorni upravitelj biskupije. Njegova služba prestane istjekom vremena naloga, odreknućem koje mora biti prihvaćeno, uklanjanjem koje mora priopći dijecezanski biskup. Ono se može odnosit samo na generalnog vikara koji je svećenik, a nikako ne ako je generalni vikar istovremeno i pomoćni biskup tada je uklanjanje po sebi zabranjeno. 

### Uklanjanje sa službe
Za uklanjanje se traži teški razlog, a u slučaju prazne biskupske stolice generalni vikar ne zadržava ovlasti koje je imao dok je stolica bila popunjena. Kada je obustavljena služba dijecezanskog biskupa obustavlja se i vlast biskupskog i generalnog vikara, osim ako nemaju biskupsko dostojanstvo.

### Nespojivost službe
Ista osoba ne može vršiti službu generalnog vikara i kanonika pokorničara. Služba generalnog vikara ne može se podijeliti osobi koja je u krvnom srodstvu s dijecezanskom biskupom sve do četvrtog stupnja.